# Furthur
Furthur byla americká rocková skupina, kterou v roce 2009 založili dřívější členové kapely Grateful Dead, rytmický kytarista Bob Weir a baskytarista Phil Lesh. Další zakládající členové byli sólový kytarista John Kadlecik, klávesista Jeff Chimenti, perkusionista Jay Lane a bubeník Joe Russo. Jako hosté se skupinou při různých příležitostech vystoupili například Warren Haynes, Elvis Costello či Diana Krall. Skupina ukončila svou činnost v roce 2014.